# Golda Meir
Golda Meir (rođena kao Goldie Mabovitch, Kijev, 3. svibnja 1898. – Jeruzalem, 8. prosinca 1978.), izraelska političarka.

## Životopis

### Mladost i obrazovanje
Rođena je u Kijevu, u obitelji stolara Moshea i domaćice Blume Mabovitch. Imala je sedmero braće i sestara od kojih je petero braće umrlo u ranoj dobi. U ranoj je mladosti, sa svojom obitelji, emigrirala u Wisconsin, Sjedinjene Američke Države, gdje je završila učiteljsku školu. S devetnaest godina udala se za Morrisa Meyersona, s kojim je imala dvoje djece.

### Političko djelovanje
Zajedno sa suprugom 1921. godine otišla je u Palestinu, gdje je postala aktivna u cionističkom pokretu. Tijekom tridesetih i četrdesetih godina djelovala je u raznim cionističkim organizacijama u Palestini te u Europi i Sjedinjenim Američkim Državama. Jedna je od potpisnika dokumenta kojim je 1948. godine proglašena država Izrael.
Meir je 1949. godine izabrana u Knesset, a iste godine ulazi u vladu kao ministrica rada i socijalne skrbi. Nakon smrti supruga 1951. godine mijenja ime 1956. godine u hebrejsko Meir. Godine 1956. postala je ministrica vanjskih poslova i na tom mjestu je ostala do 1966. godine. Služila je na mjestu glavnog tajnika stranke Mapai, odnosno Ujedinjene laburističke stranke, da bi 1969. godine naslijedila Levija Eshkola na položaju premijera. Premijerka je bila do 1974. godine, kada je dala ostavku zbog optužbi za nepripremljenost zemlje tijekom Yom Kipurskog rata (vidi Bliskoistočni sukob). Yitzhak Rabin ju je naslijedio na mjestu premijera.

## Djela
- Moj život (My Life, 1975.), autobiografija[1]

## Zanimljivost
Ingrid Bergman je glumila Meir 1982. godine u TV-filmu A Woman Called Golda i to je bio njen zadnji film	

## Vanjske poveznice
Ostali projekti
|  | Zajednički poslužitelj ima još gradiva o temi Golda Meir |

Mrežna mjesta
- The Golda Meir Fellowship Fund  Arhivirana inačica izvorne stranice od 14. ožujka 2018. (Wayback Machine) (engl.)